# Asle Arntsen
Asle Arntsen (Fredrikstad, 4 aprile 1948 – Fredrikstad, 29 agosto 2024) è stato un calciatore norvegese, di ruolo centrocampista.

## Carriera

### Club
Arntsen giocò nel Fredrikstad dal 1965 al 1976, totalizzando 115 presenze e 8 reti nella massima divisione norvegese.